# Germain-Stanislas-Victor Mennerat
Germain-Stanislas-Victor Mennerat, francoski general, * 1889, † 1973.